# Comtat de Schams
El comtat o país de Schams fou una jurisdicció del Sacre Imperi Romanogermànic centrada a la vall de Schams. El lloc que apareix esmentat com Lapidaria a la Taula de Peutinger, correspondria a Zillis o Andeer, punts de sortida cap al passos de Sant Bernat i de Splügen.
El 840 apareix Zillis com a domini reial; el 940 l'emperador Otó I va cedir la comarca al bisbe de Coira (Chur) que incloïa Zillis i quatre dominis al país de Scham i el baix Rheinwald. S'esmenta a vegades Schams amb títol comtal. Al segle xiii la regió estava ja en explotació i es practicava la ramaderia i el cultiu de cereals. Els homes lliures de la vall es van agrupar i van formar un tribunal que és ja esmentat el 1204. Els bisbes de Coira van donar el feu als barons de Vaz, però aquesta casa senyorial es va extingir amb la mort de Donat de Vaz, l'últim representant de la casa senyorial, el 23 d'abril de 1338, i el va heretar la seva filla Ursula de Vaz que va aportar els seus béns i drets a Rodolf IV de Sargans (mort aproximadament el 1361) incloent el Domleschg superior i mitjà, l'anomenat comtat de Schams amb Rheinwald, les valls de Safien i Schanfigg així com Obervaz amb Stürvis i Mutten. Rheinwald i Safien eren feus episcopals i Obervaz i Heinzenberg eren penyores d'Àustria dins la jurisdicció del comtat de Laax. Dels senyors de Montalt van adquirir a més la senyoria de Löwenberg a Schluein així com Vals. A la llarga però els comtes no podien imposar les seves exigències. El 1360 els homes de Schams recolzaven Rheinwald i Safien i als homes lliures del Schamserberg contra la dominació de la Werdenberger-Sargans sobre aquestes zones; els donaven suport els barons de Rhäzüns, Belmont, Montalt i Saix. Per la pau de 1462 els comtes van aconseguir fer-se reconèixer.

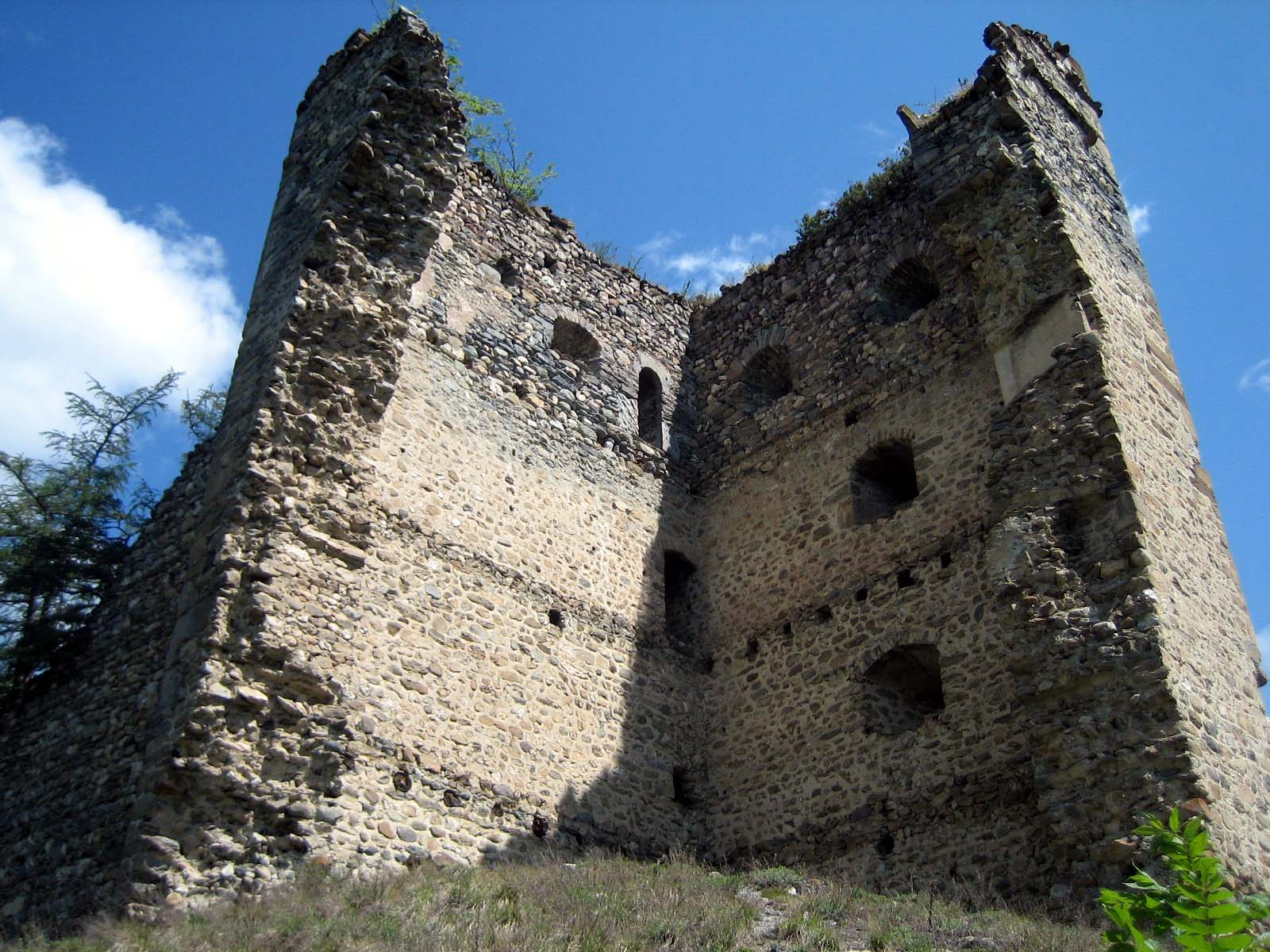
Ruïnes d'Alt-Süns

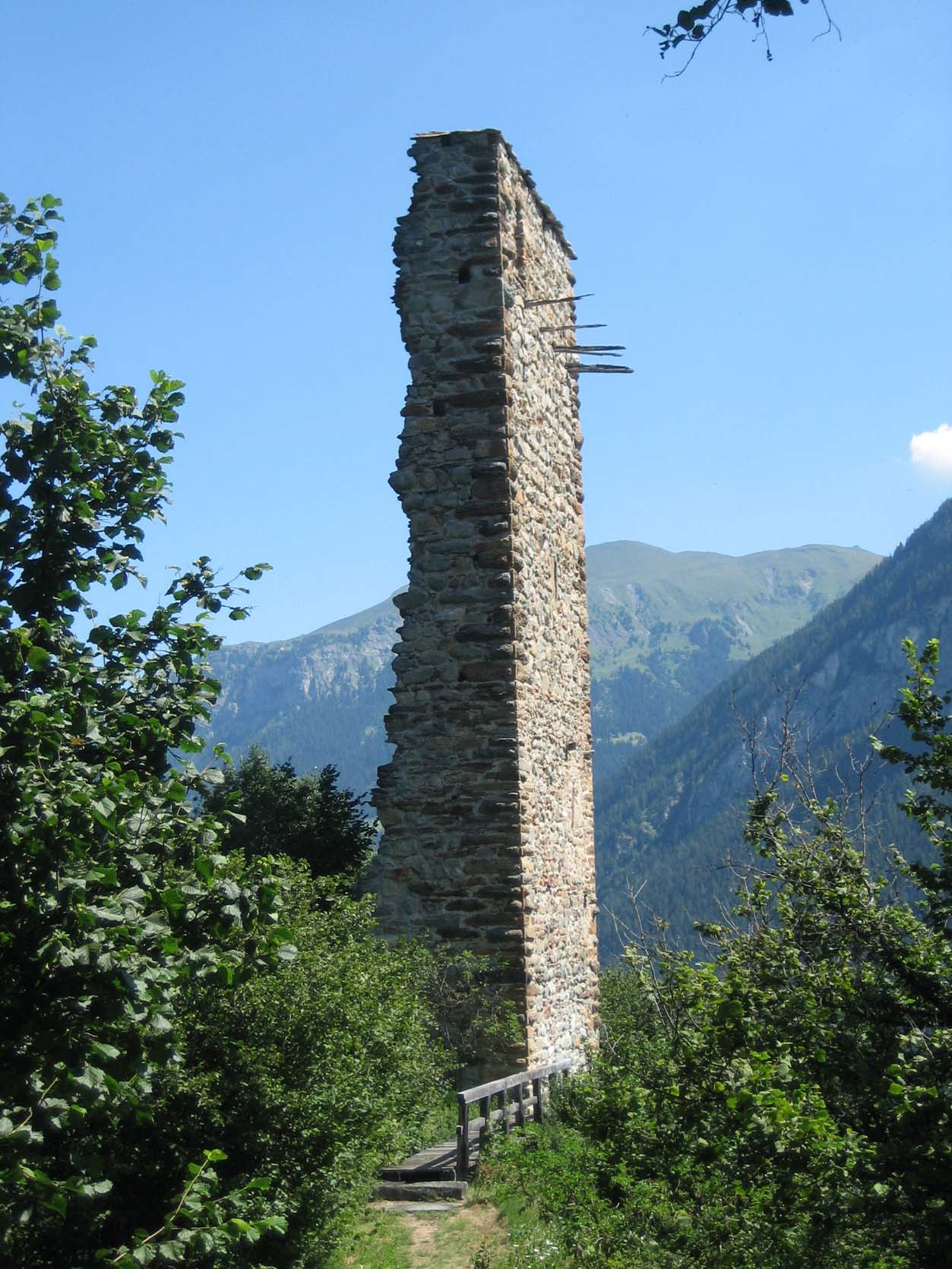
Ruïnes de Cagliatscha

La vall es va emancipar del comte de Sargans el 1424 i es va integrar a la Lliga Gris de moment sense l'acord del govern federal d'aquesta; tres anys després es rebel·laven els homes lliures de Schams i del Obervaz aliats amb els Grisons. El 1431 i 1450 els homes de Schamser denegaven drets al comte. Els comtes de Werdenberg van intentar restablir la seva dominació de manera violenta amb un assalt a la vall, comptant amb el suport del bisbe de Chur i el senyor de Rhäzüns. Els habitants de Schams reberen reforços del Govern Federal Gris i l'aliança de l'església de Chur. Els castells dels Sargans al Schams, Cagliatscha i el Bärenburg i al Domleschg (Hochjuvalt, Alt-Süns- i Neu-Süns foren destruïts, i els comtes hagueren de retirar-se. Aquesta lluita fou anomenada guerra de Schams o Schamserfehde lliurada entre els comtes de Sargans i els habitants de la vall de Schams, Domleschg i Safien i els seus aliats grisons. Al final de la guerra el comte va vendre la vall al bisbe de Chur el 1458 incloent Obervaz; el 1475 hi van afegir Heinzenberg també al bisbe de Chur i l'església; el 1493 Rheinwald i Safien foren venudes a Gian Giacomo Trivulzio. Els comtes només conservaven el Domleschg i allí tenien béns propis i altres en feu episcopal, o en condomini. D'acord amb això la vall es dividia en dos districtes judicials el 1472: Ortenstein quedava sota la dominació dels comtes i Fürstenau era episcopal.